# 约斯塔·伦德奎斯特
约斯塔·伦德奎斯特（瑞典語：Gösta Lundquist，1892年8月15日—1944年10月10日），瑞典男子帆船运动员。他曾代表瑞典参加1920年夏季奥林匹克运动会帆船比赛，获得30平方米级金牌。